# Ester Gould
Ester Gould (Peterculter, 1975) is een documentaireschrijver en regisseur.
Ester Gould werd geboren in Peterculter, een voorstad van Aberdeen en verhuisde op haar tiende naar Nederland. Ze studeerde in Amsterdam en New York film–, televisie– en theaterwetenschappen. Daarna werkte zij in het theater en in de journalistiek (NOVA, Metropolis). Ze maakte als researcher en regie-assistent documentaires voor IKON, VPRO, BNN, NPS en Human.
In de documentairefilm A Strange Love Affair with Ego onderzoekt Gould haar bewondering voor haar oudere zus. Gaandeweg stelt ze het beeld dat zij van haar heeft bij. De film Strike a Pose is een portret van voormalige dansers van Madonna, 25 jaar na dato.
Samen met Sarah Sylbing was ze winnaar van de VillaMediaprijs Journalist van het jaar 2016 voor hun documentaire-serie Schuldig (Human) over mensen met schulden in de Vogelbuurt in Amsterdam-Noord. De jury was daarbij van mening dat de documentaire soms meer weg had van een dramaserie en de kijker naar meer liet verlangen. De serie won in hetzelfde jaar een DDG-award, een Gouden TV Beeld en een Tegel en in 2017 werd de Zilveren Nipkowschijf aan haar toegekend.

## Filmografie
Selectie (als regisseur)
- 2007:50 Cent (co-regie, publieksprijs International Bunker Film Festival 2008)[3]
- 2010: David de Ster (publieksprijs Boston Jewish Film Festival 2011)[7]
- 2015: A Strange Love Affair with Ego (winnaar Beeld & Geluid Award voor Best Dutch Documentary, IDFA)[8]
- 2016: Strike a Pose (Best LGBT Film, Key West Film Festival en Best Queer Film of the Year, Merlinka Festival)[9] (Kristallen Film)[10]
- 2016: Schuldig, samen met Sarah Sylbing, Villamediaprijs Journalist van het Jaar 2016,[11] De Tegel[12] en de Zilveren Nipkowschijf 2017.

- Gemeinsame Normdatei: 1126537500
- Nederlandse Thesaurus van Auteursnamen: 298083280
- Virtual International Authority File: 286591099
- WorldCat: E39PBJhXbdyFp7jhXgjwTgx7HC